# Evolució del llenguatge
L'evolució del llenguatge és el camp tècnic de la biolingüística que tracta de com va sorgir i evolucionar el llenguatge en la línia evolutiva de l'ésser humà. La primera persona que va plantejar-ne una teoria fou Lord Monboddo, que el 1773 publicà The Origin and Progress of Man and Language (L'origen i progrés de l'home i el llenguatge), obra de gran erudició en què explicava el sorgiment del llenguatge humà a partir dels avantatges evolutius que conferí: hi concloïa que el llenguatge es desenvolupà com un mètode de supervivència avantatjós quan una comunicació clara podia ser determinant per a evitar perills, explicant-hi a més les principals característiques dels idiomes primitius. En aquesta obra, Monboddo utilitza arguments antropològics i lingüístics que deixen entreveure clarament la seva comprensió i acceptació de mecanismes anàlegs a la selecció natural de Wallace/Darwin, en qui podria haver influenciat. Les teories de Monboddo no foren massa seguides llavors, a causa, sobretot, de les nombroses excentricitats del lord, que mai no va ser considerat seriós.
L'assumpte va caure en un relatiu oblit fins a la publicació de L'origen de les espècies; pocs anys després que es publicàs, el tema es convertí en quelcom de polèmic. El 1866, la Societat Lingüística de París decidí prohibir el tema al·ludint-hi que totes les teories al respecte eren tan contradictòries entre si que mai no se'n podria arribar a un acord. Així doncs, el problema de l'evolució del llenguatge queda suspès per gairebé un segle, i fou després revifat amb l'esperança que els avanços en genètica, psicologia evolutiva, lingüística i antropologia fossin capaços de donar-hi una resposta.
Ha estat anomenat "el problema més difícil en ciència", pels problemes en intentar abordar l'objecte d'estudi (el llenguatge, del qual no existeix una definició universalment acceptada) i perquè, simplement, no existeixen fòssils de formes primitives de llenguatge.